# Rechtstreekse werking
Rechtstreekse werking of directe werking is een term uit het recht die wordt gebruikt voor de doorwerking van rechtsregels uit internationale verdragen in de nationale rechtssfeer, bijvoorbeeld binnen de Europese Unie. Als een verdrag, of bepalingen daaruit, rechtstreekse werking hebben, kunnen (rechts)personen zich bij een zaak die voor de nationale rechter speelt, direct beroepen op deze regels. Ook kan men zich bij een internationale rechterlijke instantie rechtstreeks op een rechtsregel beroepen, ongeacht het bestaan van regelgeving in het nationale recht. De aangesloten landen hoeven de betrokken Europese rechtsregel zelfs niet eens in hun nationale rechtsorde te hebben opgenomen om er met goed gevolg een beroep op te kunnen doen.
Dit basisbeginsel van het Europese recht werd door het Hof van Justitie van de Europese Unie vastgelegd in het Van Gend en Loos-arrest van 5 februari 1963. Het is de bedoeling dat het beginsel van de rechtstreekse werking de toepasselijkheid en de doelmatigheid van het Europese recht in de landen van de Europese Unie waarborgt. De rechtstreekse werking van een rechtshandeling geldt slechts voor de betrekkingen tussen een particulier en een land van de Europese Unie en eventueel ook tussen particulieren onderling.
Er zijn wel een aantal voorwaarden waaraan moet worden voldaan, wil een Europese rechtshandeling rechtstreeks van toepassing zijn. Als voorwaarde geldt bijvoorbeeld dat de verplichtingen nauwkeurig, duidelijk en onvoorwaardelijk zijn en geen aanvullende maatregelen vereisen, niet op nationaal of Europees niveau. Dit zijn voorwaarden die gelden zodra sprake is van primair recht. Wanneer men spreekt over o.a. verordeningen heb je te maken met secundair recht. Je hebt nu niet te maken met de voorwaarden die uit het Van Gend en Loos-arrest naar voren komen. Bij verordeningen is artikel 288 VWEU van belang.
De Hoge Raad der Nederlanden wees al in 1919 een arrest waarin werd geoordeeld dat een internationaal verdrag waarbij Nederland zich had aangesloten dubbele werking had: de Nederlandse Staat was eraan gebonden in de verhouding met de andere verdragsstaten, en de verdachte in deze strafzaak kon er rechtsbescherming aan ontlenen. Met deze uitspraak werd duidelijk dat internationaal recht rechtstreeks kan doorwerken in de Nederlandse rechtsorde. Dat was lang voordat de Grondwetswijziging van 1953 de verhouding tussen het nationale en het internationale recht in vergelijkbare zin regelde.   
Ook maakt deze uitspraak duidelijk dat bij de uitleg van een wettelijke bepaling door de rechter uitgangspunt is dat de Nederlandse wetgever niet eenzijdig wil afwijken van een verdrag dat werking heeft in Nederland. Dat was lang voordat in 1969 in het Weens Verdragenverdrag de regel kwam te staan dat een verdragspartij zich niet mag beroepen op de bepalingen van zijn nationale recht om het niet ten uitvoer leggen van een verdrag te rechtvaardigen.

## Horizontale en verticale rechtstreekse werking
- Verticale rechtstreekse werking geldt voor de betrekkingen tussen particulieren en het land. Particulieren kunnen zich ten overstaan van het land op een Europese rechtsregel beroepen.
- Horizontale rechtstreekse werking geldt voor betrekkingen tussen particulieren onderling. Particulieren kunnen zich ten overstaan van elkaar op een Europese rechtsregel beroepen.

## Afgeleid recht
Rechtstreekse werking geldt ook voor handelingen van afgeleid recht, d.w.z. handelingen die door de instellingen zijn aangenomen op basis van de oprichtingsverdragen. De reikwijdte ervan hangt af van het soort rechtshandeling:
- verordeningen: een Europese verordening is een wetgevend instrument van de Europese Unie en heeft steeds een rechtstreekse werking. In artikel 288 van het Verdrag betreffende de werking van de EU is immers bepaald dat verordeningen direct van toepassing zijn in de EU-landen. Het Hof van Justitie specificeert in het arrest Politi van 14 december 1971 dat het een volledige rechtstreekse werking betreft;
- richtlijnen: een Europese richtlijn moet worden omgezet in nationaal recht. Maar om de rechten van particulieren te beschermen erkent het Hof van Justitie in bepaalde gevallen echter, dat zij een rechtstreekse werking hebben. In zijn jurisprudentie heeft het Hof bepaald dat richtlijnen een rechtstreekse werking hebben wanneer de erin opgenomen bepalingen onvoorwaardelijk en voldoende duidelijk en nauwkeurig zijn en wanneer de EU-landen de richtlijn niet voor de uiterste datum hebben omgezet Arrest Van Duyn/Home Office van 4 december 1974. Richtlijnen kunnen echter slechts een verticale rechtstreekse werking hebben; EU-landen zijn verplicht om de richtlijnen uit te voeren, maar richtlijnen kunnen niet door een EU-land tegen particulieren ingezet worden. Arrest Ratti van 5 april 1979;
- besluiten: een Europees besluit kan een rechtstreekse werking hebben indien deze gericht is tot een EU-land. Het Hof van Justitie erkent in dat geval uitsluitend een verticale rechtstreekse werking Arrest Hansa Fleisch van 10 november 1992;
- internationale overeenkomsten: in het Arrest Demirel van 30 september 1987 heeft het Hof van Justitie erkend dat bepaalde overeenkomsten een rechtstreekse werking hebben volgens dezelfde voorwaarden als die welke zijn vastgesteld in het arrest Van Gend en Loos.